# 黑德维根科格
黑德维根科格是德国石勒苏益格－荷尔斯泰因州的一个市镇。总面积16.36平方公里，总人口283人，其中男性132人，女性151人（2011年12月31日），人口密度17人/平方公里。